# Linda Bergström (Schauspielerin)
Linda Bergström (* 30. Januar 1979) ist eine ehemalige schwedische Kinderdarstellerin. 
Linda Bergström spielte im Kindesalter die Hauptrolle der „Lisa“ in Wir Kinder aus Bullerbü und Neues von uns Kindern aus Bullerbü, die 1986 und 1987 nach den Romanvorlagen von Astrid Lindgren gedreht wurden. Danach spielte sie nur noch 1995 in einer Folge der Serie Anmäld försvunnen mit.
Nach dieser Zeit ist sie als Schauspielerin nicht mehr tätig gewesen und soll Verkehrsleiterin bei der Stockholmer U-Bahn sein.

## Filmografie
- 1986: Wir Kinder aus Bullerbü
- 1987: Neues von uns Kindern aus Bullerbü
- 1995: Anmäld försvunnen (Fernsehserie, 1 Folge)